# Johannes de Quadris
Johannes Quadris (Sulmona, 1410 circa – 1457 circa) è stato un compositore italiano del Rinascimento.

## Biografia
Fu il primo Maestro di Cappella della Basilica di San Marco presso Venezia e anche il primo compositore conosciuto a scrivere un Magnificat per quattro voci in stile polifonico.